# Gianna D'Angelo
Gianna D'Angelo (Hartford, Connecticut, 18 de noviembre de 1929-Mint Hill, 27 de diciembre de 2013) fue una soprano de coloratura estadounidense], que actuó principalmente en los 50 y 60.

## Biografía
Jane Angelovich estudió primero en la Juilliard School en Nueva York con Giuseppe de Luca. A principios de la década de los 50 se trasladó a Venecia, Italia, donde se convirtió en discípulo de Toti Dal Monte, que también le aconsejó que italianizase su nombre.
Hizo su debut en 1954 en las Termas de Caracalla de Roma como Gilda en Rigoletto, un papel que sería uno de sus éxitos más grandes durante su carrera. Se le invitó rápidamente a todas las principales óperas de Italia, Nápoles, Florencia, Bolonia, Trieste, Parma, Milán, etc. También hizo apariciones en la Ópera de París y en el Festival de Glyndebourne como Rosina en Il barbiere di Siviglia en el Festival de Edimburgo como Norina en Don Pasquale.
Hizo su debut estadounidense en la Ópera de San Francisco, en marzo de 1959, con su papel titular de Lucia di Lammermoor (con Giuseppe Campora y Norman Treigle). Debutó en la Ópera Metropolitana en Nueva York, el 5 de abril de 1961 como Gilda en Rigoletto (con Robert Merrill), estaría durante ocho temporadas, apareciendo en papeles como: Lucia, Amina, Rosina, Norina, Zerbinetta o la Reina de la Noche. También aparecía en Philadelphia, Houston, Nueva Orleans, etc.
D'Angelo hizo pocas grabaciones. La más notable fue la de Musetta en La bohème con Renata Tebaldi, Carlo Bergonzi y Ettore Bastianini bajo la dirección de Tullio Serafin, grabado en 1959 en Roma. Otras grabaciones incluyen Il barbiere di Siviglia y Rigoletto ambos con el barítono Renato Capecchi, así como también la de Olympia en Les contes d'Hoffmann, junto a Nicolai Gedda. Una actuación en directo de I puritani desde Trieste en 1966, fueron grabados en DVD.
Después de la retirada del canto, dio clases de canto en la Jacobs School of Music, donde estuvo desde 1970 hasta 1997.
Murió el 27 de diciembre de 2013 a la edad de 84 años, en la Lawyers Glen Assisted Living en Mint Hill, Carolina del Norte.